# ديفيد ماكينا
ديفيد ماكينا (بالإنجليزية: David McKenna)‏ هو منتج أفلام وكاتب سيناريو أمريكي، ولد في 14 أغسطس 1968 في سان دييغو في الولايات المتحدة.

## وصلات خارجية
- ديفيد ماكينا على موقع IMDb (الإنجليزية)
- ديفيد ماكينا على موقع ألو سيني (الفرنسية)
- ديفيد ماكينا على موقع أول موفي (الإنجليزية)
- ديفيد ماكينا على موقع قاعدة بيانات الأفلام السويدية (السويدية)
- ديفيد ماكينا على موقع قاعدة بيانات الفيلم (الإنجليزية)
- ديفيد ماكينا على موقع كينوبويسك (الروسية)